# عبد الإله القرشي
عبد الإله القرشي مخرج ومنتج سعودي، قام بإخراج عدد من الأفلام السعودية، ومن ضمنها فيلم الهامور.

## أعماله
- كيكة زينة - 2015.[4]
- رولم - 2019[5][6]
- الهامور - 2023.[7]